# Online Film Critics Society
Gli Online Film Critics Society (OFCS) è un'associazione professionale internazionale di giornalisti cinematografici, storici e studiosi che pubblicano il loro lavoro sul World Wide Web. L'organizzazione è stata fondata nel gennaio 1997 da Harvey Karten, uno dei primi critici del web, dopo aver scoperto che il New York Film Critics Circle era aperto solo ai giornalisti che lavoravano per giornali e riviste. I critici online hanno generalmente trovato difficile ottenere l'accettazione per il loro lavoro, e un ruolo dell'OFCS è quello di fornire un riconoscimento professionale ai critici online più produttivi e di successo.
Dal 1997, l'OFCS assegna premi che riconoscono i migliori film in circa diciassette categorie. Questi premi sono indicati nei supporti di stampa stabiliti da Variety e dal The Hollywood Reporter e sono inclusi nelle loro speculazioni annuali sui futuri vincitori del premio Oscar.

## Membri
I critici la cui affiliazione principale ai media è la stampa, o la radio o la televisione, sono esclusi; questo criterio distingue l'OFCS da associazioni come l'Hollywood Foreign Press Association, che è responsabile per i Golden Globe, che di fatto dedicano ampio spazio anche ai prodotti televisivi. I candidati per l'adesione all'OFC devono aver pubblicato almeno cento recensioni di film per almeno due anni e sono soggetti a revisione costante al fine di stabilire la qualità del loro lavoro. Soltanto un "numero piccolo" di tutti coloro che si presentano viene solitamente accettato nell'organizzazione; nel 2014, si contavano circa 270 membri.
I membri provengono anche da numerosi siti web come Apollo Movie Guide, DVDTalk, eFilmCritic.com, The Moving Arts Film Journal, FilmCritic.com (non più attivo),  FilmFocus, Film Threat, Internet Movie Database, e Slant Magazine.

## Categorie dei premi
- Miglior film
- Miglior regista
- Miglior attore
- Miglior attrice
- Miglior attore non protagonista
- Miglior attrice non protagonista
- Miglior sceneggiatura
- Miglior fotografia
- Miglior montaggio
- Miglior colonna sonora
- Miglior film d'animazione
- Miglior film straniero
- Special Achievement Award
- Attore rivoluzionario
- Regista rivoluzionario